# Phialuse palmar
Phialuse palmar är en fjärilsart som beskrevs av Pierre E.L. Viette 1961. Phialuse palmar ingår i släktet Phialuse och familjen rotfjärilar. Inga underarter finns listade i Catalogue of Life.